# Vuelta a España 2022/12. Etappe
Die 12. Etappe der Vuelta a España 2022 fand am 1. September 2022 statt und endete mit der vierten Bergankunft der 77. Austragung des spanischen Etappenrennens. Die Strecke führte von Salobreña entlang der andalusischen Küste über 192,7 km nach Estepona und endete auf den Peñas Blancas auf einer Höhe von 1270 Metern. Nach der Zielankunft hatten die Fahrer insgesamt 1843 Kilometer absolviert, was 56,1 % der Gesamtdistanz der Rundfahrt entsprach.

## Streckenführung
Nach dem Start in Salobreña führte die Strecke auf den ersten rund 100 Kilometern entlang der Küste auf flachem Terrain in Richtung Westen. Dabei wurden Almuñécar, Nerja und Torre del Mar durchfahren, ehe auch die Stadt Málaga passiert wurde. Dann ging es ins Hinterland, wo die Straße leicht zusteigen begann und auf eine maximale Höhe von rund 500 Metern Seehöhe führte. Über Cártama, Coín und Ojén gelangten die Fahrer anschließend rund 45 Kilometer vor dem Ziel in Marbella zurück an die Küste, wo sie die Fahrt Richtung Westen fortsetzten. Über San Pedro de Alcántara ging es anschließend nach Estepona, wo ein Zwischensprint ausgefahren wurde, bei dem auch Bonussekunden vergeben wurden.
In Estepona begann auch die 19 Kilometer lange Schlusssteigung, die nach Peñas Blancas (1270 m) führte. Diese verlief zunächst auf der MA-8301 auf den Puerto de Peñas Blancas (990 m), der im Schnitt eine durchschnittliche Steigung von über 6 % aufwies. Die höchsten Steigungsprozente von bis zu 15 % befanden sich im unteren Teil, wo nach rund drei Kilometern eine kurze Zwischenabfahrt erfolgte. Im oberen Teil pendelte sich die Steigung bei rund 6 Prozent ein, ehe die Fahrer die MA-8301 verließen und links auf eine schmälere Straße abbogen. Auf dieser wurden nun die letzten 4,3 Kilometer zurückgelegt. Zunächst wurde ein kurzes Flachstück bei etwas unter 5 % bewältigt, ehe die Straße auf den letzten drei Kilometern deutlich zu steigen begann (rund 8 %). Das Ziel des Anstiegs der 1. Kategorie befand sich beim Punto de Encuentro kurz vor dem Restaurant Venta El Refugio.
|                            | Ort           | Kilometer | Länge (km) | Höhe (m) | Ø Steigung |
| -------------------------- | ------------- | --------- | ---------- | -------- | ---------- |
| Start                      | Salobreña     | 0         |            |          |            |
| Zwischensprint             | Estepona      | 172,4     |            |          |            |
| Bonussprint                | Estepona      | 172,4     |            |          |            |
| Bergwertung (1. Kategorie) | Peñas Blancas | 192,7     | 19         | 1270     | 6,7 %      |
| Ziel                       | Peñas Blancas | 192,7     |            |          |            |

## Rennverlauf und Ergebnisse
Mit Santiago Buitrago (Bahrain Victorious) und Boy van Poppel (Intermarché-Wanty-Gobert Matériaux) nahmen zwei Fahrer aufgrund eines positiven COVID-19 Tests nicht an der 12. Etappe Teil. Zudem ging auch Callum Scotson (Groupama-FDJ) nicht an den Start der Etappe. Nachdem sich in der Anfangsphase zunächst kleine Gruppen vom Hauptfeld absetzten hatten können, bildete sich rund 35 Kilometer nach dem Start eine große Ausreißergruppe in der 32 Fahrer vertreten waren. Folgende Fahrer hatten den Sprung in die Fluchtgruppe geschafft (geordnet nach dem besten vertretenen Fahrer eines Teams in der Gesamtwertung): Wilco Kelderman, Matteo Fabbro (beide Bora-hansgrohe), Jan Polanc, Marc Soler, Ivo Oliveira (alle UAE Team Emirates), Richard Carapaz (Ineos Grenadiers), Jay Vine, Gianni Vermeersch, Lionel Taminiaux (alle Alpecin-Deceuninck), Jan Bakelants (Intermarché-Wanty-Gobert Matériaux), Nélson Oliveira, José Joaquín Rojas (beide Movistar), Clément Champoussin (AG2R Citroën), Edoardo Zambanini (Bahrain Victorious), Lawson Craddock (BikeExchange-Jayco), Carl Fredrik Hagen, Omer Goldstein, Patrick Bevin (alle Israel-Premier Tech), Elié Gesbert, Łukasz Owsian (beide Arkéa-Samsic), José Manuel Díaz (Burgos-BH), Samuele Battistella, Alexei Luzenko (Astana Qazaqstan), Jonathan Caicedo, James Shaw (beide EF Education-EasyPost), Louis Vervaeke (Quick-Step Alpha Vinyl), Carlos Canal, Mikel Iturria (beide Euskaltel-Euskadi), Marco Brenner, Jonas Iversby Hvideberg (beide DSM), Antonio Tiberi (Trek-Segafredo) und Mike Teunissen (Jumbo-Visma).
Die Ausreißergruppe harmonierte gut und fuhr einen Vorsprung von rund acht Minuten heraus. Als die Straße im Hinterland von Marbella leicht zu steigen begann, löste sich Samuele Battistella von seinen Fluchtgefährten und fuhr nun rund 66 Kilometer vor dem Ziel allein an der Spitze des Rennens. Der Italiener konnte einen Vorsprung von rund einer Minute herausfahren wurde aber nach der anschließenden Abfahrt, rund 43 Kilometer vor dem Ziel in Marbella wieder von den anderen Ausreißern eingeholt. In der Abfahrt stürzte der gesamtführende Remco Evenepoel (Quick-Step Alpha Vinyl), konnte jedoch kurz darauf mit seinem ebenfalls gestürzten Teamkollegen Ilan Van Wilder wieder zum Hauptfeld aufschließen. Bevor die Schlusssteigung begann, setzte sich Samuele Battistella im Zwischensprint vor Antonio Tiber und Lionel Taminiaux durch. Keiner der drei stellte jedoch eine Gefahr für Mads Pedersen (Trek-Segafredo) dar, der die Punktewertung weiterhin souverän anführte.
Die Spitzengruppe erreichte die Steigung der Peñas Blancas (1270 m) mit einem Vorsprung von rund elf Minuten auf das Hauptfeld, womit Wilco Kelderman, der bestplatzierte Fahrer in der Ausreißergruppe, virtuell auf den vierten Platz in der Gesamtwertung vorrückte. Im Anstieg bestimmte zunächst die Mannschaft Alpecin-Deceuninck das Tempo, ehe Matteo Fabbro dieses für Wilco Kelderman weiter erhöhte. Bereits auf den ersten Kilometern fielen gleich mehrere Fahrer aus der Spitzengruppe zurück. Rund fünf Kilometer vor dem Ziel lancierte Elié Gesbert einen Angriff, den Matteo Fabbro nicht parieren konnte. Wilco Kelderman schloss die Lücke zu dem Franzosen und Jan Polanc, Richard Carapaz, Jay Vine und Marco Brenner folgten ihm. Die Gruppe bog geschlossen von der Breiten Straße auf die letzten schmaleren vier Kilometer ab, ehe Elié Gesbert erneut Angriff und eine kleine Lücke herausfahren konnte. Rund zwei Kilometer vor dem Ziel schlossen Wilco Kelderman, Richard Carapaz und Marco Brenner noch einmal zu Elié Gesbert auf. Kurz darauf griff Richard Carapaz an und konnte sich entscheidend absetzten. Wilco Kelderman versuchte noch einmal an den Ecuadorianer heranzukommen, konnte seinen Rückstand von rund 10 Sekunden jedoch nicht mehr gutmachen. Richard Carapaz gewann seine erste Etappe bei der Vuelta a Espana, nachdem der bereits früh seine Ambitionen im Gesamtklassement streichen hatte müssen. Wilco Kelderman überquerte die Ziellinie als zweiter und rückte im Gesamtklassement auf den sechsten Rang vor. Platz drei ging an Marc Soler, der gegen Ende des Anstiegs wieder zu den abgehängten Fahrer aufschließen hatte können. Im Hauptfeld bestimmten die Mannschaften Jumbo-Visma und Movistar das Tempo, doch sie konnten Remco Evenepoel nicht isolieren. Zwar griff Enric Mas (Movistar) im oberen Teil des Anstiegs einmal an, konnte sich jedoch nicht von den anderen Favoriten absetzten. Im Finale forcierte Remco Evenepoel das Tempo und überquerte den Zielstrich als 15. in der gleichen Zeit wie Enric Mas, Primož Roglič (Jumbo-Visma) und Juan Ayuso (UAE Team Emirates) mit einem Rückstand von sieben Minuten und 39 Sekunden auf den Etappensieger. Auf den letzten Metern verlor Miguel Ángel López (Astana Qazaqstan) sechs Sekunden auf den Gesamtführenden, während Carlos Rodríguez (Ineos Grenadiers) elf Sekunden einbüßte. Mit kleinen Abständen erreichten anschließend auch Tao Geoghegan Hart (Ineos Grenadiers), João Almeida (UAE Team Emirates), Thymen Arensman (DSM) und Ben O’Connor (AG2R Citroën) das Ziel.

In der Gesamtwertung kam es zu keinen großen Veränderungen. Neben Wilco Kelderman rückte auch Jan Polanc aufgrund seiner Flucht in die Top 10 vor. In der Punktewertung war nun Marc Soler der erste Verfolger von Mads Pedersen, der das Grüne Trikot jedoch weiterhin mit einem großen Vorsprung behielt. Jay Vine holte zwar keine Bergpunkte, führte die Sonderwertung jedoch weiterhin souverän an. Alle 147 gestarteten Fahrer erreichten das Ziel der Etappe.
| \| Etappenergebnis \| Etappenergebnis \| Etappenergebnis \| Etappenergebnis \| Etappenergebnis \| \| Fahrer \| Fahrer \| Land \| Team \| Zeit \| \| --------------- \| ------------------ \| ---------------------- \| --------------------- \| --------------- \| \| 1. \| Richard Carapaz \| Ecuador \| Ineos Grenadiers \| 4 h 38 min 26 s \| \| 2. \| Wilco Kelderman \| Niederlande \| Bora-Hansgrohe \| + 9 s \| \| 3. \| Marc Soler \| Spanien \| UAE Team Emirates \| + 24 s \| \| 4. \| Jan Polanc \| Slowenien \| UAE Team Emirates \| + 26 s \| \| 5. \| Marco Brenner \| Deutschland \| Team DSM \| + 34 s \| \| 6. \| Élie Gesbert \| Frankreich \| Arkéa-Samsic \| + 56 s \| \| 7. \| Jay Vine \| Australien \| Alpecin-Deceuninck \| + 1 min 12 s \| \| 8. \| Carl Fredrik Hagen \| Norwegen \| Israel-Premier Tech \| + 1 min 23 s \| \| 9. \| James Shaw \| Vereinigtes Königreich \| EF Education-EasyPost \| + 3 min 04 s \| \| 10. \| Matteo Fabbro \| Italien \| Bora-Hansgrohe \| + 3 min 17 s \| |                    |                        |                       |                 |
| |                    |                        |                       |                 |
| Quelle: ProCyclingStats |                    |                        |                       |                 |
| Etappenergebnis |                    |                        |                       |                 |
| Fahrer | Fahrer             | Land                   | Team                  | Zeit            |
| 1. | Richard Carapaz    | Ecuador                | Ineos Grenadiers      | 4 h 38 min 26 s |
| 2. | Wilco Kelderman    | Niederlande            | Bora-Hansgrohe        | + 9 s           |
| 3. | Marc Soler         | Spanien                | UAE Team Emirates     | + 24 s          |
| 4. | Jan Polanc         | Slowenien              | UAE Team Emirates     | + 26 s          |
| 5. | Marco Brenner      | Deutschland            | Team DSM              | + 34 s          |
| 6. | Élie Gesbert       | Frankreich             | Arkéa-Samsic          | + 56 s          |
| 7. | Jay Vine           | Australien             | Alpecin-Deceuninck    | + 1 min 12 s    |
| 8. | Carl Fredrik Hagen | Norwegen               | Israel-Premier Tech   | + 1 min 23 s    |
| 9. | James Shaw         | Vereinigtes Königreich | EF Education-EasyPost | + 3 min 04 s    |
| 10. | Matteo Fabbro      | Italien                | Bora-Hansgrohe        | + 3 min 17 s    |

## Gesamtstände
| \| Gesamtwertung \| Gesamtwertung \| Gesamtwertung \| Gesamtwertung \| Gesamtwertung \| \| Fahrer \| Fahrer \| Land \| Team \| Zeit \| \| ------------- \| ------------------ \| ---------------------- \| ---------------------- \| ---------------- \| \| 1. \| Remco Evenepoel \| Belgien \| Quick-Step Alpha Vinyl \| 44 h 25 min 09 s \| \| 2. \| Primož Roglič \| Slowenien \| Jumbo-Visma \| + 2 min 41 s \| \| 3. \| Enric Mas \| Spanien \| Movistar Team \| + 3 min 03 s \| \| 4. \| Carlos Rodríguez \| Spanien \| Ineos Grenadiers \| + 4 min 06 s \| \| 5. \| Juan Ayuso \| Spanien \| UAE Team Emirates \| + 4 min 53 s \| \| 6. \| Wilco Kelderman \| Niederlande \| Bora-Hansgrohe \| + 6 min 28 s \| \| 7. \| Miguel Ángel López \| Kolumbien \| Astana Qazaqstan Team \| + 6 min 56 s \| \| 8. \| João Almeida \| Portugal \| UAE Team Emirates \| + 7 min 13 s \| \| 9. \| Jan Polanc \| Slowenien \| UAE Team Emirates \| + 8 min 00 s \| \| 10. \| Tao Geoghegan Hart \| Vereinigtes Königreich \| Ineos Grenadiers \| + 8 min 05 s \| |                    |                        |                        |                  |
| |                    |                        |                        |                  |
| Quelle: ProCyclingStats |                    |                        |                        |                  |
| Gesamtwertung |                    |                        |                        |                  |
| Fahrer | Fahrer             | Land                   | Team                   | Zeit             |
| 1. | Remco Evenepoel    | Belgien                | Quick-Step Alpha Vinyl | 44 h 25 min 09 s |
| 2. | Primož Roglič      | Slowenien              | Jumbo-Visma            | + 2 min 41 s     |
| 3. | Enric Mas          | Spanien                | Movistar Team          | + 3 min 03 s     |
| 4. | Carlos Rodríguez   | Spanien                | Ineos Grenadiers       | + 4 min 06 s     |
| 5. | Juan Ayuso         | Spanien                | UAE Team Emirates      | + 4 min 53 s     |
| 6. | Wilco Kelderman    | Niederlande            | Bora-Hansgrohe         | + 6 min 28 s     |
| 7. | Miguel Ángel López | Kolumbien              | Astana Qazaqstan Team  | + 6 min 56 s     |
| 8. | João Almeida       | Portugal               | UAE Team Emirates      | + 7 min 13 s     |
| 9. | Jan Polanc         | Slowenien              | UAE Team Emirates      | + 8 min 00 s     |
| 10. | Tao Geoghegan Hart | Vereinigtes Königreich | Ineos Grenadiers       | + 8 min 05 s     |

| Punktewertung | Punktewertung       | Punktewertung          | Punktewertung          | Punktewertung |
| Fahrer        | Fahrer              | Land                   | Team                   | Punkte        |
| ------------- | ------------------- | ---------------------- | ---------------------- | ------------- |
| 1.            | Mads Pedersen       | Dänemark               | Trek-Segafredo         | 184 P.        |
| 2.            | Marc Soler          | Spanien                | UAE Team Emirates      | 96 P.         |
| 3.            | Samuele Battistella | Italien                | Astana Qazaqstan Team  | 87 P.         |
| 4.            | Remco Evenepoel     | Belgien                | Quick-Step Alpha Vinyl | 86 P.         |
| 5.            | Fred Wright         | Vereinigtes Königreich | Bahrain Victorious     | 78 P.         |
| 6.            | Primož Roglič       | Slowenien              | Jumbo-Visma            | 73 P.         |
| 7.            | Enric Mas           | Spanien                | Movistar Team          | 61 P.         |
| 8.            | Kaden Groves        | Australien             | BikeExchange-Jayco     | 60 P.         |
| 9.            | Daniel McLay        | Vereinigtes Königreich | Arkéa-Samsic           | 56 P.         |
| 10.           | Tim Merlier         | Belgien                | Alpecin-Deceuninck     | 56 P.         |

| Bergwertung | Bergwertung     | Bergwertung | Bergwertung                        | Bergwertung |
| Fahrer      | Fahrer          | Land        | Team                               | Punkte      |
| ----------- | --------------- | ----------- | ---------------------------------- | ----------- |
| 1.          | Jay Vine        | Australien  | Alpecin-Deceuninck                 | 40 P.       |
| 2.          | Robert Stannard | Australien  | Alpecin-Deceuninck                 | 21 P.       |
| 3.          | Marc Soler      | Spanien     | UAE Team Emirates                  | 20 P.       |
| 4.          | Jimmy Janssens  | Belgien     | Alpecin-Deceuninck                 | 17 P.       |
| 5.          | Thibaut Pinot   | Frankreich  | Groupama-FDJ                       | 12 P.       |
| 6.          | Rubén Fernández | Spanien     | Cofidis                            | 11 P.       |
| 7.          | Louis Meintjes  | Südarfika   | Intermarché-Wanty-Gobert Matériaux | 10 P.       |
| 8.          | Richard Carapaz | Ecuador     | Ineos Grenadiers                   | 10 P.       |
| 9.          | Mark Padun      | Ukraine     | EF Education-EasyPost              | 10 P.       |
| 10.         | Jesús Herrada   | Spanien     | Cofidis                            | 10 P.       |

| Nachwuchswertung | Nachwuchswertung    | Nachwuchswertung | Nachwuchswertung       | Nachwuchswertung |
| Fahrer           | Fahrer              | Land             | Team                   | Zeit             |
| ---------------- | ------------------- | ---------------- | ---------------------- | ---------------- |
| 1.               | Remco Evenepoel     | Belgien          | Quick-Step Alpha Vinyl | 44 h 25 min 09 s |
| 2.               | Carlos Rodríguez    | Spanien          | Ineos Grenadiers       | + 4 min 06 s     |
| 3.               | Juan Ayuso          | Spanien          | UAE Team Emirates      | + 4 min 53 s     |
| 4.               | João Almeida        | Portugal         | UAE Team Emirates      | + 7 min 18 s     |
| 5.               | Thymen Arensman     | Niederlande      | Team DSM               | + 9 min 19 s     |
| 6.               | Sergio Higuita      | Kolumbien        | Bora-Hansgrohe         | + 19 min 26 s    |
| 7.               | José Félix Parra    | Spanien          | Equipo Kern Pharma     | + 32 min 11 s    |
| 8.               | Gino Mäder          | Schweiz          | Bahrain Victorious     | + 33 min 14 s    |
| 9.               | Clément Champoussin | Frankreich       | AG2R Citroën Team      | + 39 min 06 s    |
| 10.              | Edoardo Zambanini   | Italien          | Bahrain Victorious     | + 39 min 28 s    |

| Mannschaftswertung | Mannschaftswertung                 | Mannschaftswertung           | Mannschaftswertung |
| Team               | Team                               | Land                         | Zeit               |
| ------------------ | ---------------------------------- | ---------------------------- | ------------------ |
| 1.                 | UAE Team Emirates                  | Vereinigte Arabische Emirate | 132 h 27 min 59 s  |
| 2.                 | Ineos Grenadiers                   | Vereinigtes Königreich       | + 6 min 59 s       |
| 3.                 | EF Education-EasyPost              | Vereinigte Staaten           | + 22 min 33 s      |
| 4.                 | Bora-Hansgrohe                     | Deutschland                  | + 23 min 30 s      |
| 5.                 | Intermarché-Wanty-Gobert Matériaux | Belgien                      | + 30 min 31 s      |
| 6.                 | Astana Qazaqstan Team              | Kasachstan                   | + 30 min 33 s      |
| 7.                 | Movistar Team                      | Spanien                      | + 32 min 21 s      |
| 8.                 | Bahrain Victorious                 | Bahrain                      | + 36 min 56 s      |
| 9.                 | Jumbo-Visma                        | Niederlande                  | + 51 min 44 s      |
| 10.                | Burgos-BH                          | Spanien                      | + 1 h 17 min 30 s  |

## Ausgeschiedene Fahrer
Die folgenden Fahrer waren aus der Tour ausgeschieden:
- Callum Scotson (Team BikeExchange-Jayco) – DNS wegen Unwohlsein
- Boy van Poppel (Intermarché-Wanty-Gobert Matériaux) – DNS wegen positiven Coronatests
- Santiago Buitrago (Bahrain Victorious) – DNS wegen positiven Coronatests